# Alcocero de Mola
Alcocero de Mola è un comune spagnolo di 32 abitanti situato nella comunità autonoma di Castiglia e León. 
Anticamente Alcocero, fu ribattezzato col nome attuale in omaggio al generale Emilio Mola, che qui trovò la morte in un incidente aereo.